# Герб Тишківців
Герб Тишківців — офіційний символ села Тишківці, Городенківського району Івано-Франківської області, затверджений 18 червня 1999 р. рішенням Тишківської сільської ради.
Автори — А. Гречило та Б. Купчинський.

## Опис герба
На золотому щиті з чорною базою червона дерев'яна вежа з відкритими срібними ворітьми і червоним вписаним частоколом. У синьому отворі воріт золотий хрест, поверх якого два перекинуті срібні мечі з червоними руків'ями, покладені V-подібно. У верхніх кутах щита по одному трояндовому кущу з зеленими гілками і трьома червоними трояндами з зеленим листям і золотою серцевиною кожен. Щит обрамований декоративним картушем i увінчаний золотою сільською короною.

## Значення символів
Троянда (дика ружа) — основний елемент давнього (XVIII ст.) герба Тишківців. Червона дерев'яна брама та частокіл вказує на давнє городище, що існувало в давнину на території села та уособлює мікротопонім Громадські Ворота. Хрест і мечі свідчать про давній сільський пам'ятник "Хрест з двома мечами на куті «Осередок». Хрест — символ віри, відображає місцеві церкви. Мечі — символи боротьби і нескореності. Геральдичні кущі троянд свідчать про давні легенди про густі зарості цієї квітки навколо села. Чорно-червоні кольори відповідають традиції місцевої вишивки, а золотий (на прапорі — жовтий) характеризує сільське господарство, є символом щедрості й багатства.